# Чень Юй-ї
Чень Юй-ї (陳與義, 1090 —1138) — китайський поет та державний службовець часів династії Сун, представник «цзянсійської школи».

## Життєпис
Народився у 1090 році у м. Лоян (сучасная провінція Хенань). У 1113 році склав імператорський іспит та отримав вищу вчену ступінь цзіньши. З 1122 року служив викладачем в імператорському Вищому училищі Тайсюе в званні боші («старшого вченого» на кшталт сучасного доктору наук). Після нападу чрудженів на Китай брав участь в обороні країни. У 1030 році отримує посаду у військовому відомстві. У 1031 році увійшов до уряду імператора Гао-цзуна. У 1035 році внаслідок палацових інтриг пішов у відставку, але у 1136 році увійшов до імператорської Академії. Помер у 1138 році у м. Хучжоу.

## Творчість
Видатний вчений-класик і літератор, один з лідерів «цзянсійской поетичної школи», входив до гуртка Хуан Тінцзяня і Чень Шидао. Виробив свій власний вільний і природний стиль. На відміну від Хуан Тінцзяня, якого він високо цінував, намагався осягнути не стільки форму, скільки дух творчості Ду Фу. Чень Юй-ї — насамперед відмінний поет—пейзажист. В його віршах є відлуння політичних подій.